# Lütschine
A Lütschine egy folyó Svájcban, a Berni-felvidéken. Két forrásága, a 12,3 km-es Schwarze Lütschine Grindelwald felől, valamint a 13,1 km-es Weisse Lütschine a Lauterbrunnental felől Zweilütschinennél egyesül. A 8,6 km hosszú Lütschine innen folyik tovább Wilderswil érintésével a Bödelin keresztül Bönigenig, ahol a Brienzi-tóba torkollik.